# 徐壽朋
徐壽朋（1840年—1901年），字進齋，直隸清苑人，本籍浙江紹興。清朝官员。

## 生平
光緒二年（1876年），以道員任美日使館二等參贊、駐秘參贊，攝行公使事。二十四年（1898年），授安徽徽寧池太廣道，遷按察使。未及半載，徵還，以三品京堂充全權議約大臣。二十五年八月七日（1899年9月11日），與大韓帝國外部大臣朴齊純簽訂《中韓通商條約》。同年秋，除太僕寺卿。約成，改充出使韓國大臣。二十六年（1900年），八國聯軍入京，徐壽朋習西國語言文字，協助李鴻章與各國議和。二十七年，議定《辛丑和約》。復力請慈禧太后回鑾。六月，遷外務部左侍郎。九月，病逝。

## 延伸阅读
[在维基数据编辑]
 《清史稿·卷446》，出自趙爾巽《清史稿》